# ЧВК «Редут»
ЧВК «Редут» — российская псевдо-частная военная компания под руководством военной разведки (ГРУ), участвующая во вторжении России в Украину.
В 2023 году, после разгрома ЧВК «Вагнер», прежде почти неизвестная ЧВК «Редут» стала крупнейшим наёмническим формированием в России. В структуру вербовки «Редута» включили многие подразделения, воюющие в Украине. По данным журналистов, более 20 вооружённых формирований общей численностью в десятки тысяч человек нанимали бойцов через эту «ЧВК», «Редут» фактически превратился в один из главных рекрутинговых проектов Минобороны.
Официальных контрактов с Минобороны или Росгвардией — как у добровольцев из БАРСов и региональных батальонов — у подразделений «Редута» нет. Новобранцам предлагают заключать гражданский контракт сроком от шести месяцев — по сути подписать обычный договор о работе с неким юридическим лицом. Тем, кто вступает в «Редут», дают не звания, а должности (такая же система действовала и в ЧВК «Вагнер»).

## История
Давний непубличный конфликт Пригожина с руководством Минобороны привёл к тому, что в ГРУ начали создавать собственную ЧВК. Инициативу взял на себя замглавы ГРУ Владимир Алексеев. Во главе новой ЧВК, получившей название «Редут», он поставил своего доверенного человека, Анатолия Каразия. В августе 2021 года началась вербовка как из числа ЧВК «Вагнер», так и из новобранцев, проходивших обучение на базе 16-й бригады специального назначения недалеко от Тамбова. К январю 2022 года общая численность личного состава составила уже несколько тысяч человек.
Как следует из расследования «Медузы», наёмники из «Редута» были отправлены в Донбасс в январе 2022 года. По словам одного из собеседников издания, в ночь на 23 февраля его отряд форсировал Северский Донец и провёл разведку в тылу ВСУ, что позволило быстро занять станицу Луганская. Множество отрядов ЧВК (среди которых «Илимовцы», «Хулиганы», «Волки», «Морпехи», «Топоры») были задействованы в боевых действиях вокруг Чернобыльской АЭС и Харькова. Первые дни вторжения завершились катастрофическими потерями для российских войск, и в особенности для «Редута», который, по некоторым оценкам, потерял до 90 % своих сил.
После потерь под Киевом, в ходе переформирования соединений наёмников в 45-й бригаде специального назначения в Кубинке, которое курировал замминистра обороны Юнус-Бек Евкуров, многие из них перешли на контракт с Минобороны без прослойки в виде ЧВК. Подписавшие контракт жаловались на значительное ухудшение условий — сокращение жалования, отказ от выплат компенсации за ранения, которые не являются увечьями, и т. д. По информации gulagu.net, в период вторжения России на Украину, главными спонсорами компании стали Геннадий Тимченко и Олег Дерипаска. Благодаря им ЧВК получила БТР, каски и бронежилеты.
До конца 2022 года через «Редут» комплектовалась неонацистская группировка «ДШРГ „Русич“». В начале февраля 2023 года, на съезде «Союза добровольцев Донбасса» (СДД), предположительно стал основой для формирования «Российского добровольческого корпуса» (не путать с «Русским добровольческим корпусом») — соединения, которое должно включить в себя всех участников российской вооружённой агрессии, не состоящих в регулярных войсках. В интервью от 21 апреля Пригожин рассказывал:

Те люди, которые имеют деньги, считают, что это офигенная тема сейчас — собрать ЧВК. Поэтому они начинают плодиться. Газпромовский ЧВК «Поток», ЧВК Бокарева, ЧВК «Редут» — каждой твари по паре.
На июнь ЧВК «Редут» насчитывала около 7 тысяч солдат. Начальника штаба «Вагнера» Андрей Трошев («Седой») ещё до смерти Пригожина перешёл в «Редут» и стал его руководителем. В конце сентября Путин поручил Трошеву формировать «добровольческие подразделения» для войны в Украине. Часть вагнеровцев после неудачного мятежа присоединилась к «Редуту».
По данным журналистов, к октябрю 2023 года не менее 20 формирований общей численностью в десятки тысяч человек нанимали людей под эгидой «Редута». Среди них группировки, связанные с 16-й бригадой специального назначения (одшбр «Волки», а также «Тигры»), казачьи формирования («Листань» и «Скиф», бригады «Дон», «Терек», «Сибирь», «Волга»), подразделения СДД и отдельные формирования вроде «Трои», «Ветеранов» и «Севера». К «Редуту» прикреплены более мелкие ЧВК: «Поток» и «Факел», «Рысь», «Сокол». У этих подразделений нет единой структуры, лишь общая схема найма. Деньги выплачиваются из госбюджета — через Минобороны. Из контрактов, которые заключают наёмники «Редута», следует, что ЧВК использовала фиктивные юрлица и виртуальные воинские части. Представители ЧВК вербовали заключённых из российских тюрем строгого режима. В соцсетях появились многочисленные объявления о наборе наёмников в «Редут». По некоторым свидетельствам, в «Редут» вербуют также граждан из стран СНГ. По сообщениям прессы, в «Редуте» образован батальон «Борз» (BORZ), куда стали набирать женщин на боевые специальности.

## Санкции
В феврале 2023 года ЧВК «Редут» была внесена в блокирующий санкционный список США «как российское наёмное формирование, воюющее на Украине, которое якобы предоставляет услуги по обеспечению безопасности». Власти страны отмечают что „«Редут» связана с ГРУ, а также с Министерством обороны России в целом“. При этом, по информации расследователей, эта компания занималась охраной объектов в Сирии и никак не связана с десятками тысяч наёмников.
При этом журналисты обратили внимание, что в документе указана компания «Редут-безопасность». Однако, как показало расследование, это точно не головная компания для формирований, называющих себя «редутами».

## Известные связанные формирования
| - Союз казаков-воинов России и зарубежья - Бригада «Днепр» - Бригада «Сибирь» - Бригада «Дон» - Батальоны «Листань», «Аксай», «Маныч» - Бригада «Терек» - Батальоны «Скиф», «Сибирь», «Енисей» - 16-я бригада ГУ ГШ - Бригада «Волки» (бывш. батальон «Чибис») - ДРО «Тигры» - Ветер 117 (бывший «Шторм») - Отряд «Невский» - Союз добровольцев Донбасса - Батальон «Орёл» (БАРС-9) - Отряд «Гром» (БАРС-20) - Отряд «Русский Легион» (БАРС-13) - Отряд «Север» - Отряд «Центр» - Бригада Святого Георгия - Отряды «Зубр», «Херсон», «Артдивизион», «Вихрь» | - ОД «Ветераны России» - Отряд «Ветераны» - Газпром - ЧВК «Поток» - ЧВК «Пламя» - ЧВК «Факел» - Другие формирования - ОБПСН «Медведи» - Имперский легион (покинули Редут) - ДШРГ «Русич» (покинули Редут) - ДРО «Рыси» - Отряд «Лев» - Отряд BORZ - Отряд «Эспаньола» - Отряд «Троя» - Отряд «Ирбис» |

## Другие «Редуты» без доказанной связи
По данным норвежских исследователей из Forsvarets Forskningsinstitutt — FFI (Норвежский институт оборонных исследований), «Редут-Антитеррор» возник из ЧВК «Антитеррор-Орёл», которая была основана в 2003 году сотрудниками российского спецназа. Редут был создан в 2008 году через слияния нескольких мелких группировок ветеранов Службы внешней разведки России, ВВС России и частей Минобороны России, получивших боевой опыт участия в военных и миротворческих миссиях.
Есть свидетельства, что ЧВК предоставляла военных советников и инструкторов для абхазских подразделений во время русско-грузинской войны. Она также действовала в Ливане, Ираке, Сирии, Сомали, странах Карибского бассейна, бывшей Югославии, а также в Афганистане и Индонезии.
- «Щит»

База ЧВК «Щит» (она же «Редут-Антитеррор») расположилась с 2018 года в подмосковной Кубинке и примыкала к территории 45-й бригады российского спецназа ВДВ.
Изначально «Щит» в качестве частной военной компании занимался охраной объектов корпорации Геннадия Тимченко «Стройтрансгаз» в Сирии. В отличие от группы «Вагнера», «Щит» не участвовал в боевых действиях и до начала российского вторжения в Украину считался достаточно небольшой структурой.
Один из создателей ЧВК «Славянский корпус» — бывший спецназовец Евгений Сидоров — возглавлял организацию с подобным названием — «Редут-безопасность». Журналисты «Радио Свобода» также связывали «Редут-безопасность» с ЧВК «Щит», действовавшей в Сирии, сам Сидоров, а также Константин Мирзаянц могли играть заметную роль в руководстве «Щита». Мирзаянц известен тем, что был обвинён в соучастии в убийстве журналиста Дмитрия Холодова, но оправдан судом.
«Новая газета» называла вероятными руководителями этой ЧВК одного из создателей «Славянского корпуса» Евгения Сидорова и его бизнес-партнёра Константина Мирзаянца.
18 декабря 2023 года ЧВК «Редут» включена в санкционный список стран Евросоюза:

ЧВК «Редут» — российская некорпоративная ЧВК, которая, по сообщениям, работает под командованием Министерства обороны России. Она занимается обеспечением охраны и непосредственным участием в военных конфликтах. Хотя ранее она была связана с деятельностью в Сирии, в условиях российской агрессии против Украины ЧВК «Редут» участвовала в боевых действия на территории Украины, в районах Чернобыльской АЭС и Харькова, а также проводила разведывательные действия перед началом агрессивной войны против Украины. Она также была связана с попытками покушения на президента Украины Владимира Зеленского.— «Официальный журнал Европейского союза», Брюссель, 18 декабря 2023 года
22 февраля 2024 года «Редут» попал в санкционный список Великобритании как ЧВК «которая, по имеющимся данным, занимается вербовкой и направлением боевиков для службы вместе с российскими войсками в Украине». По аналогичным основаниям «Редут» находится под санкциями Украины, Швейцарии и Новой Зеландии.